# Казімерувка (Лодзинське воєводство)
Казімерувка (пол. Kazimierówka) — село в Польщі, у гміні Бедльно Кутновського повіту Лодзинського воєводства.
У 1975-1998 роках село належало до Плоцького воєводства.